# Champagnergate
Als Champagnergate wird die Aufdeckung der übermäßigen Ausgaben der ENF, einer rechten Fraktion des Europaparlaments, bezeichnet. Der Name ist auf den besonders hohen Schaumweinkonsum zurückzuführen, das Suffix -gate wird seit der Watergate-Affäre 1974 zur Benennung verschiedener, meist politischer Skandale verwendet.
Aufgedeckt wurden die Ausgaben vom Haushaltskontrollausschuss des Europaparlaments, welcher für 2016 234 Flaschen Champagner (6 pro Sitzung, im Schnitt für 81 Euro), Essen für 400 Euro pro Person und 110 Weihnachtsgeschenke im Wert von je 100 Euro feststellte. Insgesamt lassen sich Kosten von 420.000 Euro belegen, welche mit Steuergeldern bezahlt wurden. Zusätzlich fehlten für viele Aufwendungen die Belege und die Vorschriften für öffentliche Ausschreibungen wurden nicht eingehalten. Harald Vilimsky, zu der Zeit Vize-Chef der ENF-Fraktion und Generalsekretär der FPÖ, machte dafür einen ehemaligen Mitarbeiter der französischen Fraktion verantwortlich.  Das Parlament forderte im Anschluss an die Aufdeckungen das ausgegebene Geld zurück.